# ألين فيسك
ألين فيسك (بالإنجليزية: Eliot Fisk)‏ هو موسيقي وأستاذ جامعي أمريكي، ولد في 10 أغسطس 1954 في فيلادلفيا في الولايات المتحدة.

## وصلات خارجية
- ألين فيسك على موقع ميوزك برينز (الإنجليزية)
- ألين فيسك على موقع أول ميوزيك (الإنجليزية)
- ألين فيسك على موقع ديسكوغز (الإنجليزية)